# Библиотека имени Олега Ольжича
Библиотека имени Олега Ольжича (г. Киев) — одна из первых научных библиотек независимой Украины.

## История библиотеки
Библиотека им. Олега Ольжича существует с 1994 г.
Основана Фондом им. O. Ольжича и Институтом украинской археографии и источниковедения им. М. Грушевского НАН Украины.
Соглашение о создании заключили Председатель Правления Фонда им. Ольжича Николай Плавьюк и директор Института академик Павел Сохань.
Библиотека находится в самом центре Киева, на ул. Трехсвятительской, у Михайловского Златоверхого монастыря.
Отделение библиотеки созданное вместе с Институтом истории Украины (директор которого — академик В. Смелый) и расположен в помещении Института истории Украины НАН Украины.

## Основные собрание библиотеки
Главная идея собрание Библиотеки — «Украина XX века». Основной акцент сделан на национально-освободительное движение (начало борьбы за Украинскую Народную Республику, Вторая мировая война и история до наших дней.).
Сейчас эта библиотека по своему тематическому многообразием является лучшим собранием в Киеве, о чём свидетельствуют записи читателей в книге отзывов.
Библиотека им. Ольжича внесена почти ко всем специальных справочников, о ней статья во втором томе «Энциклопедии современной Украины» (главный редактор — академик И. Дзюба).

## Состав библиотеки и выставочная деятельность
В состав библиотеки входит:
- читальный зал
- книжный фонд
- архив.

Основу книжного фонда составляют книжные подарки почти со всего мира — от Австралии и Европы в США и Канаду.
Сейчас там хранятся уникальные издания времен УНР, в частности небольшая книжечка воспоминаний о С. Петлюре, которая напечаталась в Киеве 1918 г.
Только в этой библиотеке можно найти полный комплект парижского журнала «Тризуб» и пражского — «Развитие Нации». Библиотека часто проводит значительную выставочную деятельность.
Последние выставки, прошедшие при поддержке библиотеки — «Церковь во Второй мировой войне» (проходила в Киево-Печерском заповеднике), «История украинской дипломатии времен УНР» (Министерство иностранных дел).